# Coulinus kushakevitshi
Coulinus kushakevitshi är en insektsart som beskrevs av Alexander Fyodorovich Emeljanov 1966. Coulinus kushakevitshi ingår i släktet Coulinus och familjen dvärgstritar. Inga underarter finns listade i Catalogue of Life.